# 熊经 (崇祯进士)
熊经，江西临川人，明朝政治人物。同进士出身。

## 生平
天啓七年（1627年）丁卯科江西鄉試舉人，崇禎元年（1628年）戊辰科進士。崇禎三年（1630年）接替陳昌胤任上海县知县一职，後由麦丽炫接任。